# باغ‌موزه هنر ایرانی

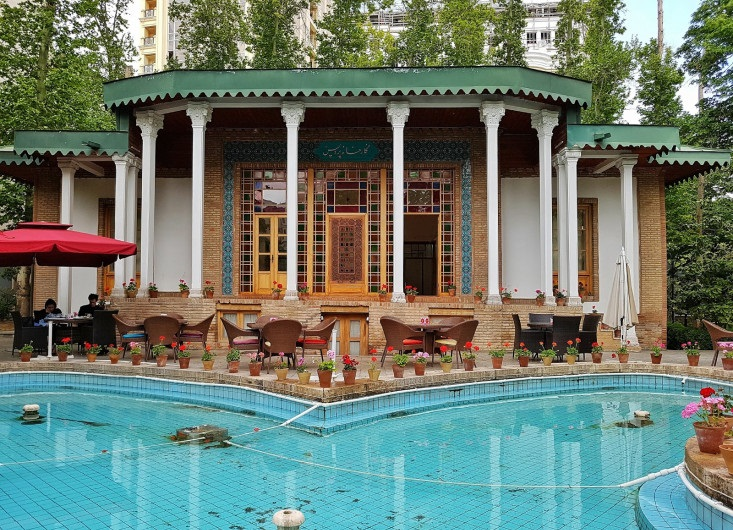
عمارت اصلی باغ‌موزه هنر ایرانی که احتمالاً اقامتگاه سپهبد امیراحمدی بوده است.

باغ‌موزه هنر ایرانی که با نام باغ سپهبد نیز شناخته می‌شود، یکی از جاذبه‌های گردشگری شهر تهران است که در منطقه الهیه قرار گرفته است. عمده شهرت این باغ موزه، به خاطر وجود ماکت‌هایی زیبا از جاذبه‌های گردشگری معروف ایران در آن است. این باغ در سال ۱۳۸۴ عملیات بازسازی کلی بر روی آن صورت گرفت. پس از بازسازی محوطه این پارک، مراکز فروش صنایع دستی و برخی محصولات فرهنگی – هنری، کارگاه‌های هنری و چند محوطه فضای سبز دیگر هم به این مجموعه اضافه شد.

## پیشینه
تاریخچه این باغ‌موزه زیبا، به سال ۱۳۱۰ و دوران رضاشاه بر می‌گردد. طرحی که در آن سال برای باغ کشیده بودند، هیچ شباهتی به طرح کنونی باغ نداشته و در واقع، بسیاری از حوضچه‌ها و آب راه‌های پارک، در سال ۸۴ به آن اضافه شده است. این مجموعه در ابتدا یک باغ ویلای شخصی، متعلق به همسر سپهبد امیراحمدی (توران توفیقی، پس از انقلاب ۵۷ تغییر نام به توران مهاجر اسلامی) بود. پس از پیروزی انقلاب اسلامی در ایران، کاربری این باغ هم از حالت باغی شخصی، به شکل پارکی عمومی درآمد. باغ موزه هنر ایرانی سال‌ها در اختیار خانه سینما قرار داشت، اما پس از بازسازی‌های کلی سال ۱۳۸۴ تغییر کاربری داد و در نهایت در سال ۱۳۸۶ فعالیت خود را به عنوان یک باغ موزه آغاز کرد. این باغ یک هکتاری در شمال شرق تهران و در منطقه الهیه واقع شده است.

## زیبایی‌های باغ‌موزه هنر ایرانی
باغ‌موزه‌ها، مکان‌ها یا در واقع باغ‌هایی هستند که در کنار فضای سبز و باصفایشان آثاری تاریخی یا هنری هم در معرض نمایش عموم قرار گیرند. هنرمندان در این باغ تمام تلاش خود را کرده‌اند تا پیشینه تاریخی و فرهنگی ایران را در قالب نمادهایی از جاذبه‌های گردشگری کشور، گرد هم آورند؛ بنابراین این مکان هم یک باغ ایرانی زیباست و هم یک موزه از آثار هنری هنرمندان کشور.
آثار هنری موجود در این باغ را به دو دسته تقسیم کرده‌اند. بخش اول، ماکت‌های بسیار زیبایی از آثار باستانی و جاذبه‌های گردشگری کشور هستند که برای بازدید در این باغ قرار داده شده‌اند. بسیاری از این آثار را در دوران محمدرضا پهلوی، برای شرکت در جشن‌های ۲۵۰۰ ساله شاهنشاهی در ایتالیا ساخته بودند. در کنار این ماکت‌های ارزشمند بتونی، آثار حجمی بسیار زیبایی هم از برخی هنرمندان معاصر ایران در باغ موزه هنر ایرانی وجود دارند که علاقه‌مندان به هنر مجسمه‌سازی و کار با چوب و فلز، می‌توانند از آن‌ها بازدید کنند.
ماکت‌هایی که در این مجموعه نمایش داده شده‌اند عبارتند از: ماکت‌های برج گنبد قابوس، هشت بهشت، عمارت چهل ستون، عمارت شمس‌العماره، پل تاریخی سی و سه پل، کاروانسرای مهیار، باغ فین کاشان، نقش رستم، برج آزادی تهران، برج میلاد تهران، مجموعه قره کلیسا، گنبد سلطانیه و مقبره دانیال نبی.
دسته دوم آثار هنری موجود در این باغ موزه، آثار و دست سازه‌های هنری هنرمندان معاصر کشور است که در نگارخانه آن نگه داری می‌شود. بازدید از این آثار در زمان‌های محدودی در روز امکان‌پذیر است. در کنار ماکت‌های معروف و حیرت‌انگیز این مجموعه و البته آثار هنری موجود در نگارخانه و برخی از دیوارهای پارک، کارگاه‌های آموزش تخصصی هنرهای معاصر و صنایع دستی و همچنین نمایشگاه‌های عرضه و فروش صنایع دستی کشور هم برگزار می‌شوند که گردشگران می‌توانند از آن‌ها بازدید کنند. یکی دیگر از موارد دیدنی و جذاب این باغ موزه، نمایشگاه عکس فضای باز آن با امکان نمایش ۲۰ اثر هنری در دوره‌های ماهیانه است. معمولاً عکس‌هایی از تهران قدیم در این نمایشگاه، نمایش داده می‌شوند. در گوشه دیگری از باغ موزه هنر ایرانی کافه ای سنتی وجود دارد که با طراحی سنتی و بسیار زیبایش پذیرای گردشگران و بازدید کنندگان از باغ است.

## معماری باغ موزه هنر ایرانی
معماری باغ موزه هنر ایرانی الهام گرفته از باغ فین کاشان است. ساخت این باغ که دارای وسعت یک هکتاری است؛ در حدود سال ۱۳۱۰ به اتمام رسید. عمارت اصلی آن با مساحت ۲۷۰ مترمربع در شمال غربی باغ قرار دارد. این بنا از لحاظ معماری اثر چندان قابل توجهی نیست و بیشتر به دلیل قدمتی که دارد از اهمیت زیادی برخوردار است. با گذشت زمان، تغییرات اساسی زیادی در ساختار باغ به وجود آمد. برای مثال بعد از تغییر کاربری این باغ، آبراه‌ها و حوضچه‌هایی در این باغ ساخته شدند که تا قبل از آن وجود نداشتند.
این بنا دارای نمایی آجری، سقفی شیروانی، با ستونهای سفید بلندی که ابتدا و انتهای هر یک از آنها، با گچ کاری زینت داده شده است؛ در میان باغ خودنمایی می‌کند.

## سپهبد امیراحمدی کیست؟
احمد امیراحمدی ملقب به «احمد آقاخان امیراحمدی» متولد ۱۲۶۳ شمسی در اصفهان است. او نخستین نظامی در ایران است که به درجه سپهبدی رسید. سپهبد امیراحمدی یکی از کسانی است که در کودتای ۳ اسفند ۱۲۹۹ و به قدرت رسیدن رضاخان نقش مهمی ایفا کرد. او در طول سال‌هایی که قدرت سیاسی داشت هشت مرتبه وزیر جنگ، دو مرتبه وزیر کشور، پنج مرتبه فرماندار نظامی تهران و دو مرتبه به سمت فرمانده ژاندارمی رسید. از او بخاطر جنایاتش در لرستان به عنوان «قصاب لرستان» یاد می‌کنند.
امیر احمدی ۱۶ سال عضو مجلس سنای ایران بود. همچنین او برای سال‌ها فرمانده لشکرهای لرستان و آذربایجان بود. گرچه او نقش مؤثری در به قدرت رسیدن رضاخان داشت؛ اما برای مدتی مورد خشم او قرار گرفت و تا تبعید رضاشاه به کارهای خرد دولتی گمارده شد. پس از تبعید رضاشاه او دوباره به عرصه سیاست بازگشت. سپهبد احمد امیراحمدی در ۵ آذر ۱۳۴۴ چشم از جهان فروبست.

## برخی از ماکت‌ها

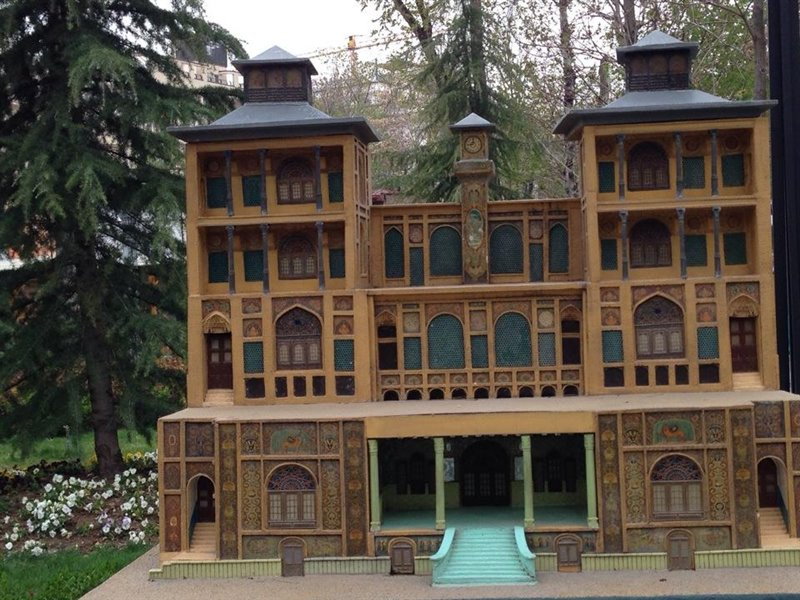
شمس‌العماره
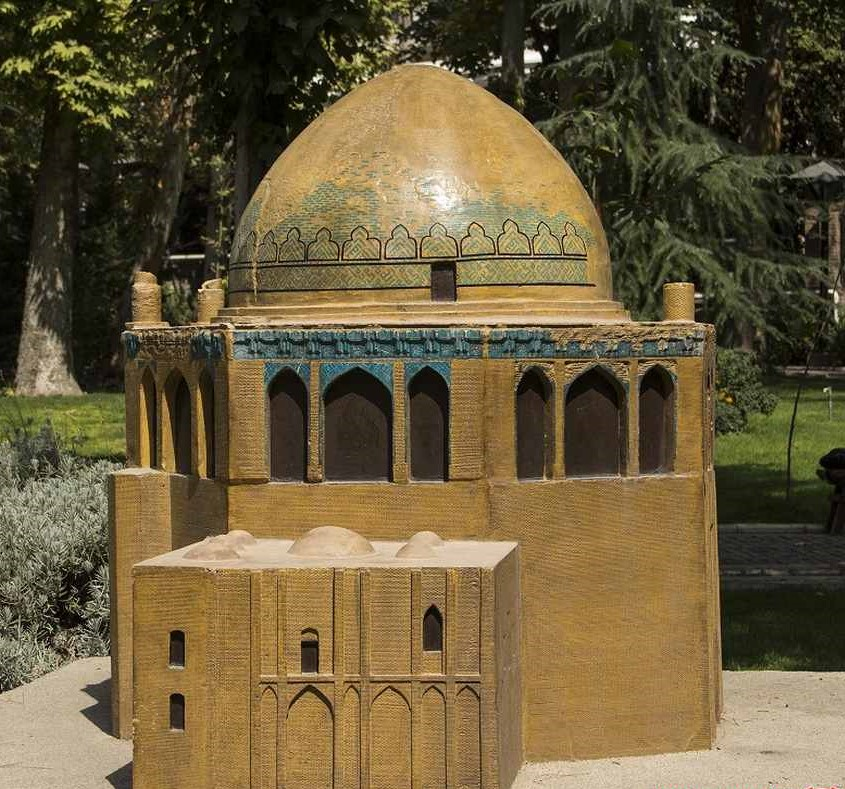
گنبد سلطانیه
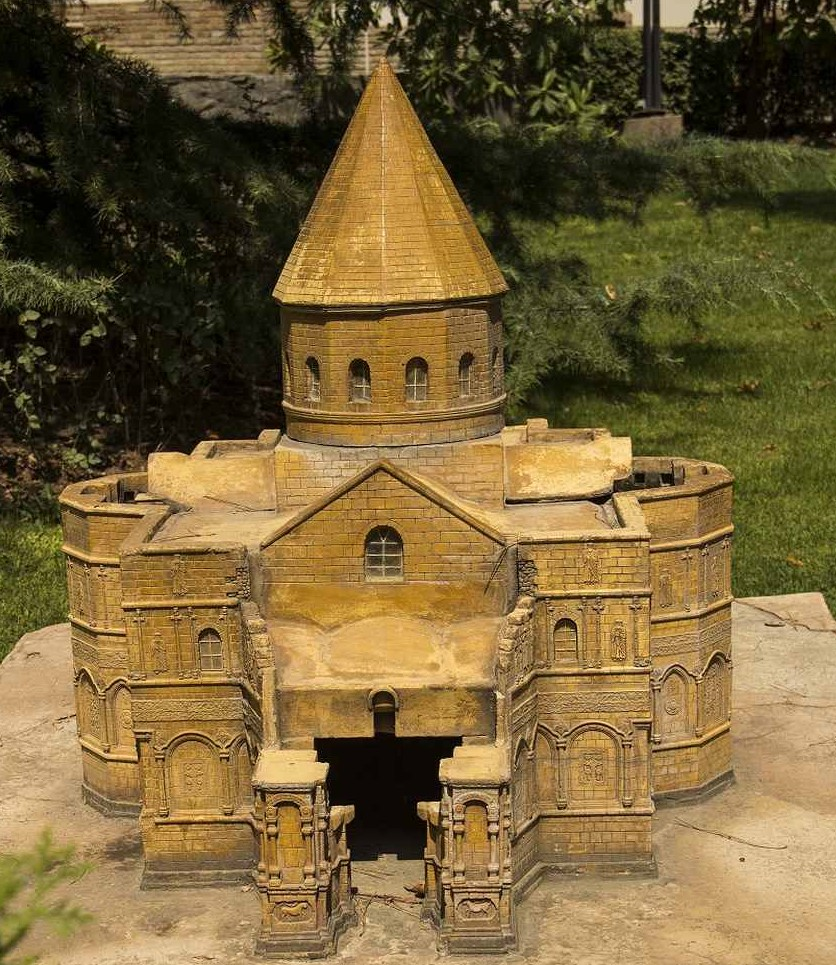
قره کلیسا
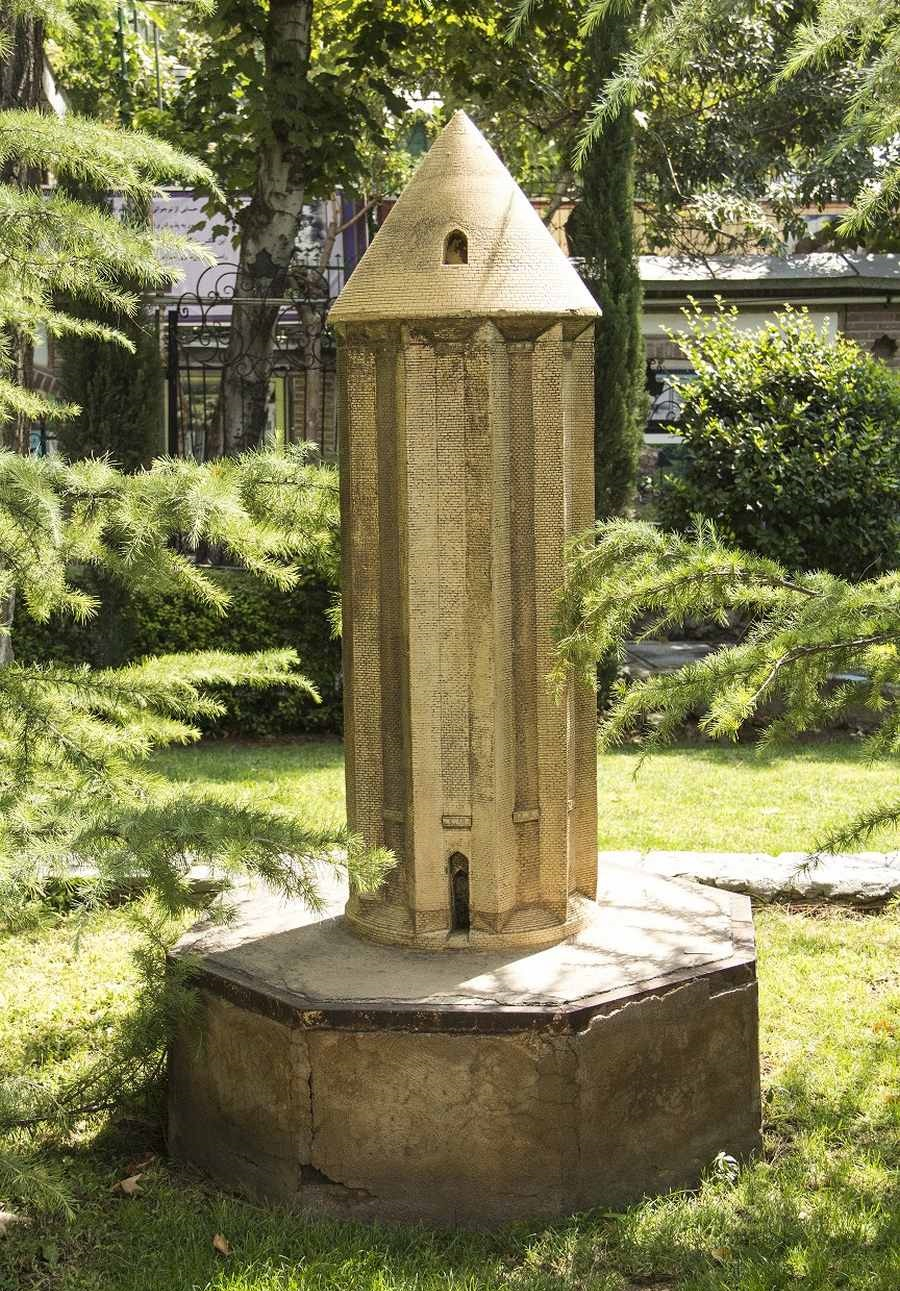
برج گنبد قابوس
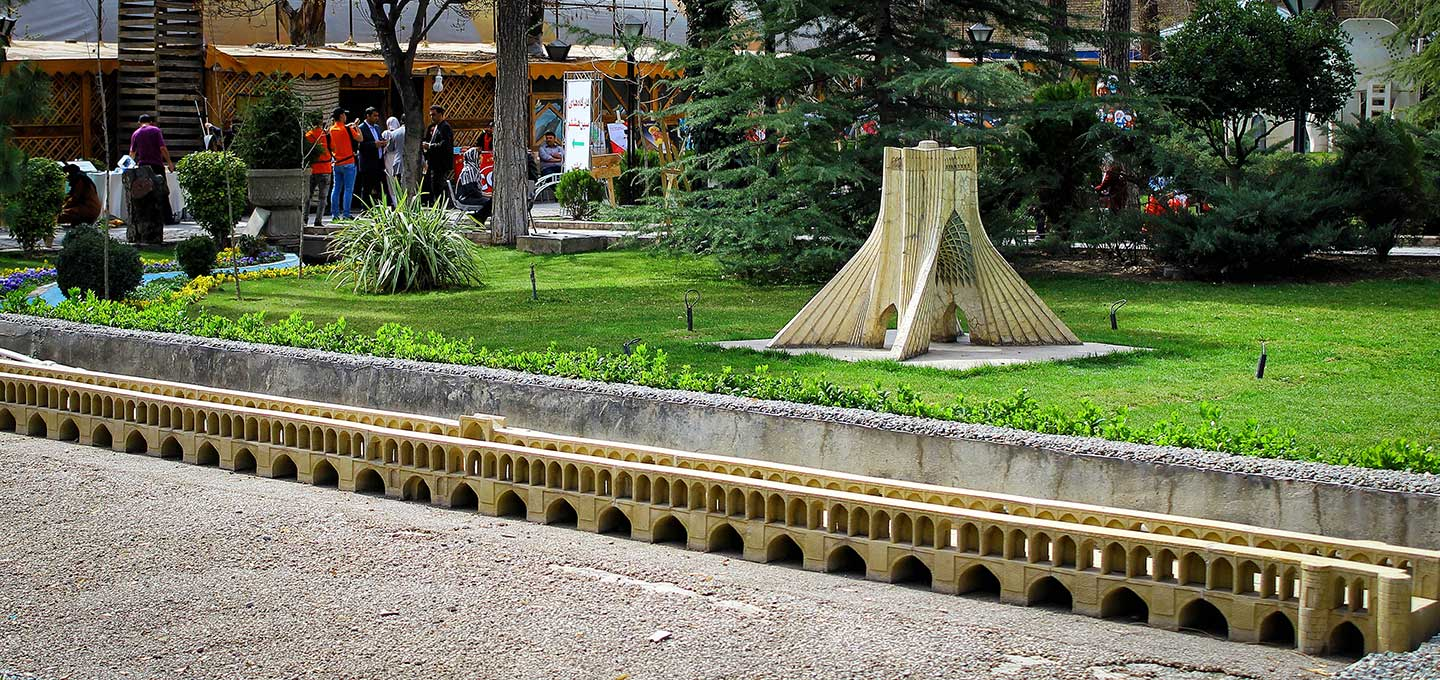
برج آزادی و سی‌وسه‌پل